# آیرونکلاد واسکو دو گاما
آیرونکلاد واسکو دو گاما (به انگلیسی: Portuguese ironclad Vasco da Gama) یک کشتی بود که طول آن ۲۰۰ فوت (۶۱ متر) length between perpendiculars بود. این کشتی در سال ۱۸۷۶ ساخته شد.